# Ventelay

Ventelay este o comună în departamentul Marne, Franța. În 2009 avea o populație de 260 de locuitori.